# Epiblastus acuminatus
Epiblastus acuminatus är en orkidéart som beskrevs av Rudolf Schlechter. Epiblastus acuminatus ingår i släktet Epiblastus och familjen orkidéer. Inga underarter finns listade i Catalogue of Life.